# 보그단치

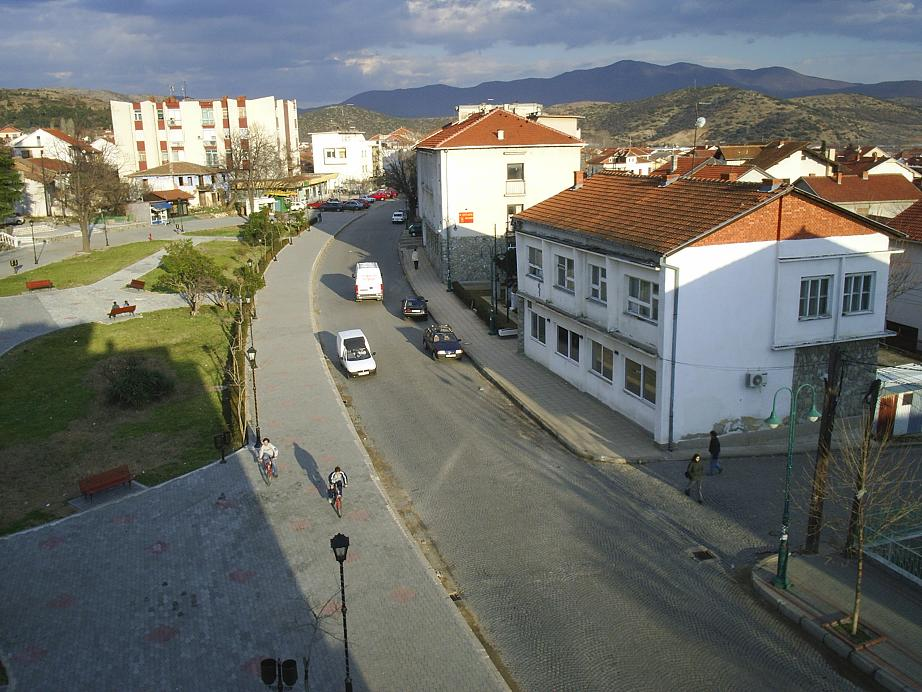
보그단치

보그단치(마케도니아어: Богданци)는 마케도니아 공화국 남동부에 위치한 도시로 면적은 114km2, 높이는 85m, 인구는 8,707명(2002년 기준)이다. 그리스 국경 근처에 위치한다.

시기
시 문장